# Reis Robotics
Koordinaten: 49° 49′ 56,9″ N, 9° 7′ 57″ O

Ehemaliges Logo

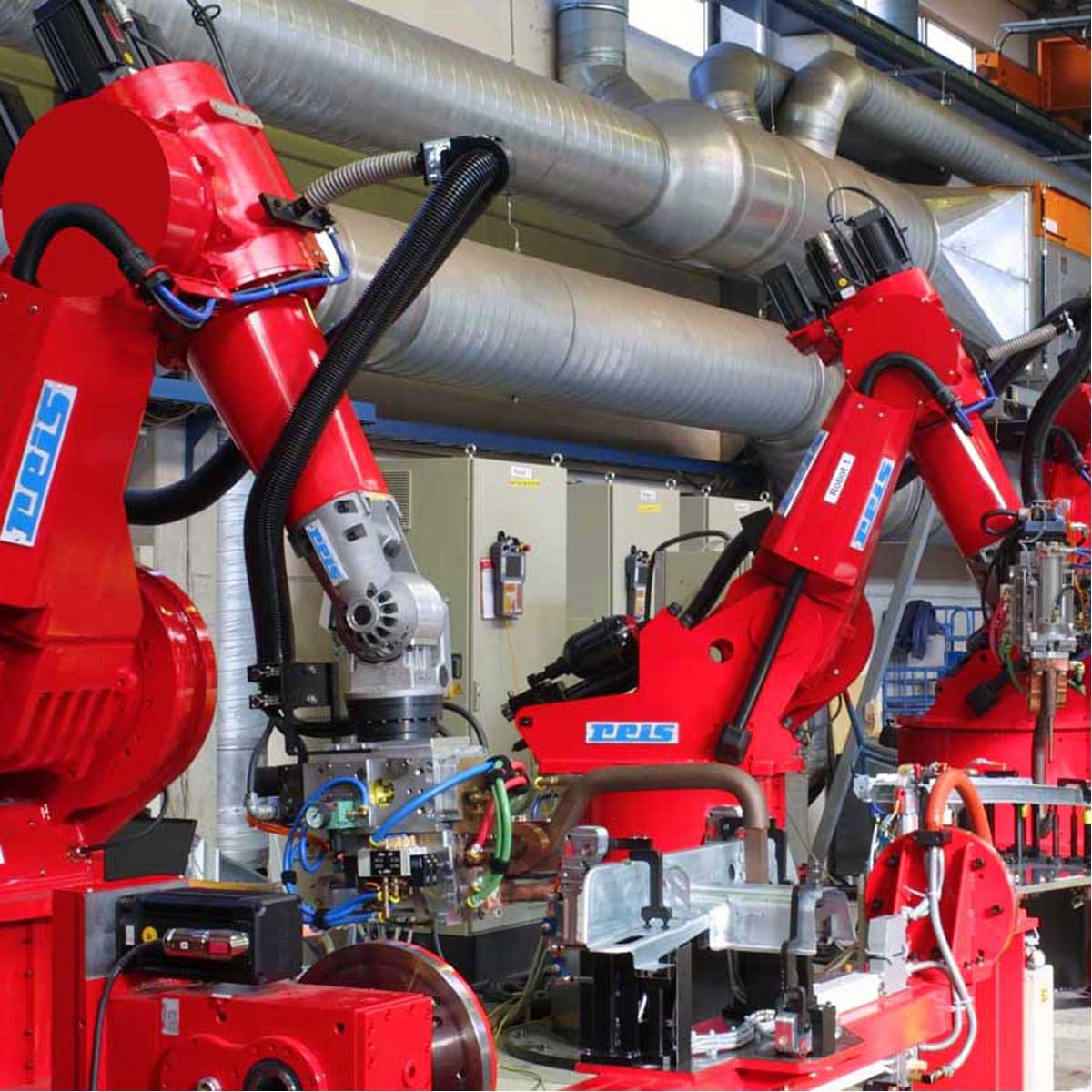
Schweißroboter von Reis Robotics

Reis Robotics ist ein deutsches Maschinenbau- und Robotik-Unternehmen mit Hauptsitz in Obernburg am Main.
Zu den Kunden des Unternehmens zählen neben der Automobilindustrie mittelständische Automobilzulieferer und Unternehmen aus verschiedenen Bereichen der Technik. Außerdem gilt Reis Robotics als Weltmarktführer in der automatisierten Herstellung von Solarmodulen. Das Unternehmen hat bislang etwa 13.000 Robotersysteme gebaut und weltweit installiert. 

## Geschichte
Das ehemals eigenständige Familienunternehmen wurde 1957 von Walter Reis als Plastikspritzguss-Betrieb gegründet. 1961 wurden hydraulische Pressen entwickelt. Die erste Abgratpresse wurde 1967 gebaut. 1973 begann man mit der Entwicklung von Industrierobotern, sechs Jahre später wurden die ersten Roboter auf Messen präsentiert. In der Industrie wurden 1980 zum ersten Mal Roboter eingesetzt, und 1983 begann man mit der Entwicklung der eigenen Robotersteuerung ROBOTstar I. Das schlüsselfertige Komplettsystem wurde 1986 ausgeführt, 1992 wurden neue Roboterbaureihen entwickelt. 1995 starteten erste Versuchen mit Servicerobotern, z. B. Tankroboter am Münchener Flughafen. 1999 wurde die aktuelle Steuerung ROBOTstar V am Markt eingeführt. In Obernburg am Main wurde 2000 das neue Büro eingeweiht. In der Automobilindustrie wurden Großprojekte gebaut. 2004 entwickelte man hochgenaue Portalroboter und stieg in die Photovoltaikindustrie ein.
Eine neue Roboterreihe wurde 2006 vorgestellt. Reis wurde 2007 zum Marktführer für die automatisierte PV-Modulproduktion, die größte Montagehalle mit 6000 m² eingeweiht. Die Niederlassung in China wurde 2009 mit Produktions- und Systemintegrationsflächen ausgebaut. 2011 stieg Reis in die Entwicklung von Kokillengießmaschinen ein, und 2012 wurden die Kapazitäten für Automatisierung in der Gießereitechnik und der Laseranwendungen ausgebaut.
2010 war die Reis GmbH & Co KG Maschinenfabrik (Reis Robotics) am Hauptstandort in Obernburg, Bayern das größte Unternehmen innerhalb der Reis Group. Die Maschinenfabrik hatte ca. 700 Mitarbeiter (davon ca. 35 % Ingenieure), die im Bereich der Entwicklung und Produktion von Automationssystemen und Robotern arbeiten. Ein wesentliches Tätigkeitsfeld von Reis Robotics war die Entwicklung und Realisierung von komplexen Automationssystemen für alle Bereiche der industriellen Produktion. Zur Unternehmensgruppe gehörten weitere High-Tech-Entwicklungsunternehmen in Deutschland. Diese Gruppenmitglieder hatten sich auf spezielle Gebiete der Roboteranwendung spezialisiert und lieferten ihre Produkte sowohl an Reis Robotics als auch an Kunden außerhalb der Reis Group.
2014 wurden 51 % der Anteile durch die Kuka AG übernommen. 2016 wurde die Reis GmbH & CO. KG Maschinenfabrik zur KUKA Industries GmbH & CO. KG umfirmiert. Im gleichen Jahr erfolgte die vollständige Übernahme der verbliebenen Anteile durch Kuka.
Zum 30. Juni 2023 verkaufte die Kuka AG den Geschäftsbereich Kuka Industries Obernburg GmbH & Co. KG an das Technologieunternehmen CT Pack, das zur Aretè Cocchi Technology Group mit Sitz in Bologna gehört, und die FAI Holding AG, einer Investmentgesellschaft mit Sitz in Freienbach. Die Käufer planen, die Marke Reis Robotics wiederzubeleben.
Der Unternehmensgründer Walter Reis (* 18. März 1935 in Obernburg) erhielt 2006 die Rudolf-Diesel-Medaille und im Jahr 2011 den Preis Deutscher Maschinenbau.

## Produkte

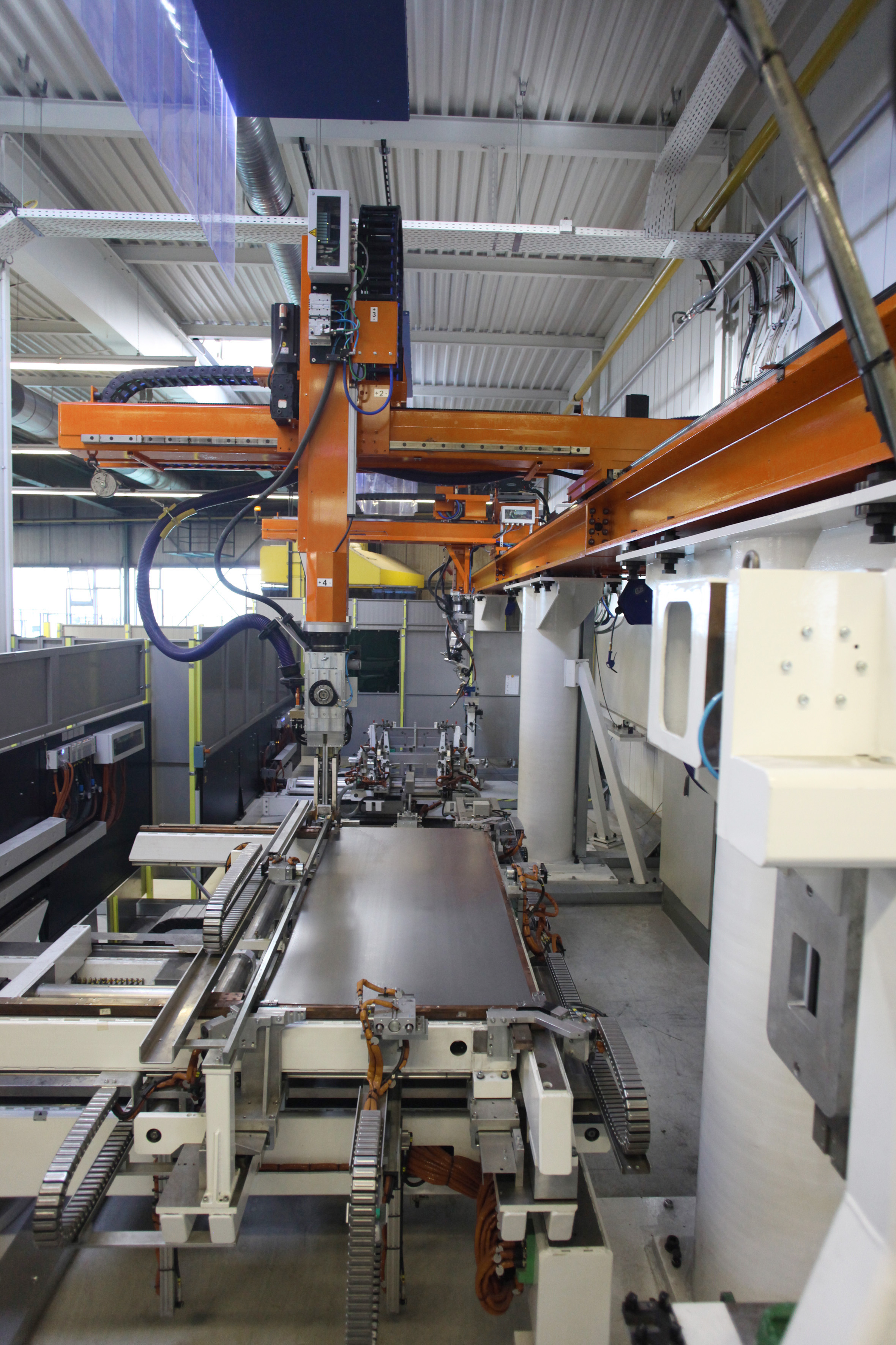
Portalroboter RL130

Die von Reis Robotics entwickelten Industrieroboter und Robotersteuerungen können für alle industriellen Produktionsprozesse wie Handhabung, Schweißen, Schneiden, Laserbearbeitung, aber auch in der Produktion von Gießteilen und Kunststoffteilen, sowie in der Produktion von Solar-Modulen genutzt werden.
Ein weiterer Schwerpunkt in der Produktpalette des Unternehmens ist der Bau von hydraulischen Tuschierpressen für den Werkzeug- und Formenbau und der Bau von Entgratpressen für die Gussentgratung sowie Gussbearbeitung. Seit dem Jahr 2012 entwickelt Reis Robotics für die Gießereitechnik, in der Reis bereits seit Jahrzehnten Erfahrung hat, auch Kokillengießmaschinen und Automationseinrichtungen für die Nachbearbeitung von Gießteilen. Reis robotics integriert auf Kundenwunsch auch andere Roboterfabrikate, wie z. B. ABB oder Kuka in die Automationssysteme.
Unter anderem bekannte Geräte und Maschinen:
- Robotersteuerung Reis ROBOTstar VI
- Linearroboter und Sonderkinematiken, gefertigt für Traglasten von 6 bis 600 kg
- Knickarmroboter (Kuka-Mechanik)
- Flächenportale für hochpräzise Bearbeitung (Laser, Fräsen)
- Roboter-Brückenportale mit Arbeitsräumen bis zu 135 m Länge
- Verfahreinheiten und Portale zum Positionieren des Roboters in großen Arbeitsräumen
- Drehmodule, Kippmodule und vielfältige Peripherieeinheiten zur Bereitstellung von Bauteilen in Vorzugslagen (beispielsweise für Schweißaufgaben)
- Tuschierpressen und Entgratpressen
- Stanzentgratwerkzeuge
- Nachbearbeitungstationen für Gussteile
- Automationskomponenten wie z. B. Rahmungs- und Tapestationen für die PV-Produktion

### Roboter
Verbreitete (Vertikal-)Knickarmroboter:
- Horizontalknickarmroboter
- Hybridkinematikroboter (Knickarm auf einem Linearroboter montiert)
- Linearkinematikroboter bzw. Linearroboter
- Palettierroboter
- Hybrid-Roboter (Kombination von Linear- und Knickarmroboter)
- Laserroboter
- weitere Spezialausführungen

## Niederlassungen und Tochtergesellschaften

### Niederlassungen
Die Reis Group Holding mit Hauptsitz in Obernburg hatte weltweit 18 Niederlassungen.

### Tochtergesellschaften
- Reis Tschechien, Chomutov – Zulieferant für mechatronische Automationskomponenten und Pressen
- Reis Mechatronik Tools, Obernburg – Zulieferant für Greifern und kleinere Automationskomponenten
- Reis Lasertec, Würselen bei Aachen – High-Tech-Unternehmen auf dem Gebiet der Laseranwendung in Verbindung mit Robotern, Entwicklung von Optiken und Lasersicherheitskomponenten
- Reis Extrusion, Golzheim bei Düren – High-Tech-Unternehmen auf dem Gebiet der Klebetechnik, Entwicklung von Automationskomponenten für Klebstoff- und Tapeanwendungen
- Reis China, Shanghai – Produktion von Automationskomponenten, Systemintegration von Automationsanlagen, Vertrieb, Service und Wartung von Automationsanlagen
- Reis Frankreich, Paris – Vertrieb, Service und Wartung von Automationsanlagen
- Reis Italien, Mailand – Vertrieb, Service und Wartung von Automationsanlagen
- Reis Spanien, Barcelona – Vertrieb, Service und Wartung von Automationsanlagen
- Reis USA – Vertrieb, Service und Wartung von Automationsanlagen
- Reis Mexico – Vertrieb, Service und Wartung von Automationsanlagen
- IRT, Schweiz, Neuchatel – Entwicklung von elektronischen Komponenten und Servotechnik